# Троєн
Троєн (нім. Treuen) — місто в Німеччині, розташоване в землі Саксонія. Входить до складу району Фогтланд. Центр об'єднання громад Троєн.
Площа — 43,72 км2. Населення становить 7790 ос. (станом на 31 грудня 2020).